# Arado Ar 232
L'Arado Ar 232 "Tausendfüßler" (in tedesco: "Millepiedi") era un quadrimotore da trasporto tattico ad ala alta prodotto dall'azienda tedesca Arado Flugzeugwerke GmbH negli anni quaranta.
Innovativo nell'impostazione, caratterizzato dalla fusoliera di ampie dimensioni accessibile facilmente tramite una rampa d'accesso posteriore grazie alla coda alta, pur se realizzato in un numero limitato di esemplari divenne il capostipite dei velivoli utilizzati in quel ruolo per gli anni successivi anche dopo il termine della seconda guerra mondiale.

## Storia del progetto

### Origine
Nel tardo 1939 il Reichsluftfahrtministerium (RLM), il ministero che durante il periodo nazista era deputato all'intera gestione dell'aviazione in Germania, emise una specifica per la fornitura di un nuovo velivolo da trasporto in grado di sostituire lo Junkers Ju 52/3m, dotato di apertura posteriore per facilitare le operazioni di carico, in grado di operare da terreni non preparati ed equipaggiato con una coppia di motori BMW 801 A/B (versioni rispettivamente a rotazione oraria ed antioraria), nuovi radiali raffreddati ad aria in grado di esprimere una potenza pari a 1 600 PS (1 193 kW) che in quel periodo erano in fase di sviluppo e che non erano ancora utilizzati in modelli destinati alla prima linea.
Alla richiesta risposero la Arado Flugzeugwerke e la Henschel che presentarono il loro progetto di massima alla commissione esaminatrice RLM la quale, dopo averne valutato le caratteristiche generali, dichiarò vincente la proposta della Arado stipulando, nel 1940, un contratto per la fornitura di tre prototipi per la valutazione.

### Sviluppo
La Arado affidò la direzione del progetto e dello sviluppo del velivolo, al quale l'RLM assegnò la sigla Ar 232, a Wilhelm van Nes, il quale disegnò un velivolo introducendo una serie di innovazioni tecnologiche. Il capiente vano di carico, posizionato appena dietro alla cabina di pilotaggio, si estendeva per 6,6 m verso la parte posteriore, 2,3 m in larghezza e 2,0 m in altezza ed a differenza dei pari ruolo dell'epoca, che ponevano l'accesso su un fianco della fusoliera, sull'Ar 232 il piano era accessibile tramite un portellone posteriore a conchiglia, azionabile tramite un comando idraulico, che integrava delle rampe atte a facilitare l'ingresso del materiale tramite carrelli ruotati. Per lasciare libera la zona cargo l'impennaggio venne posto all'apice di una trave di coda che proseguiva dalla parte superiore del velivolo, soluzione che consentiva ai veicoli da trasporto di arrivare fino alla rampa e velocizzare così le operazioni di carico e scarico rispetto ad altri progetti.
Per incrementare le caratteristiche STOL del velivolo, l'Ar 232 incorporava un particolare ipersostentatore di proprio progetto che occupava l'intero bordo di uscita dell'ala e che dava la possibilità teorica al velivolo, anche con 16 000 kg di carico, di riuscire a decollare in soli 200 m. Questo valore poteva essere ulteriormente ridotto utilizzando un sistema di decollo assistito tramite razzi (RATO), mentre per diminuire la distanza occorrente per l'atterraggio poteva essere utilizzato un parafreno o un sistema analogo al RATO ma rovesciato.
La caratteristica più tecnologicamente interessante era tuttavia il particolare disegno del carrello d'atterraggio. Durante le normali operazioni di carico e scarico veniva utilizzato un tradizionale carrello triciclo anteriore, sistema che però aveva lo svantaggio di variare l'assetto del velivolo man mano che si alleggeriva o si appesantiva, e che generava un affaticamento nella sua struttura costretta a sopportare anche il momento torcente causato dai continui movimenti e che si rifletteva negativamente anche nella semplicità di accesso alle rampe che variavano la loro inclinazione. Per ovviare alla estrema conseguenza che tendeva a spezzare i montanti delle gambe di forza, venne prevista una coppia di carrelli in linea aggiuntivi, costituiti da 11 piccole ruote per lato, soluzione che permetteva di avere un sistema ausiliario di atterraggio su terreni particolarmente morbidi e che consentiva di far avvicinare il più possibile al suolo il velivolo e ridurre l'angolo di accesso alla rampa. Inoltre in fase di rullaggio a bassa velocità la soluzione consentiva di superare anche piccoli ostacoli come fossi della larghezza non superiore a 1,5 m. L'aspetto che conferiva al velivolo la serie di piccole ruote gli procurò l'appellativo di "Tausendfüßler" (in tedesco: "Millepiedi"), soprannome però non adottato ufficialmente dal sistema di designazione RLM. Durante il volo, mentre il carrello principale veniva retratto dentro apposite gondole (le gambe di forza sotto le semiali completamente, quella anteriore parzialmente), i due carrelli in linea rimanevano in posizione.
Normalmente gestito da un equipaggio formato da quattro persone, il pilota era l'unico dei membri a non ricoprire il doppio ruolo, oltre al proprio, di mitragliere. Il navigatore era responsabile anche della mitragliatrice MG 131 calibro 13 mm posizionata all'apice anteriore della fusoliera, nel naso completamente finestrato, l'operatore radio del cannoncino MG 151/20 calibro 20 mm integrato nella torretta rotante dorsale, ed il responsabile del carico della seconda MG 131 da 13 mm diretta verso coda posizionata all'estremità posteriore del vano di carico sopra le porte di accesso.
Nel 1941, prima ancora che i prototipi fossero ultimati, il promettente caccia Focke-Wulf Fw 190 ancora in fase di sviluppo trovava nella sua motorizzazione il principale problema per cui si decise di abbandonare l'innovativo BMW 139 per passare al BMW 801, scelta che si rivelò risolutiva. La produzione del BMW 801 però era insufficiente per poter equipaggiare entrambi i modelli per cui si preferì dare la priorità al caccia e l'Arado fu costretta ad usufruire di un altro motore. La scelta finale fu il BMW-Bramo 323, un altro motore radiale, meno potente ma già in produzione, che già equipaggiava lo Junkers Ju 352 e che sarebbe comunque stato in grado di soddisfare i requisiti dell'Ar 232 se questo avesse dovuto realmente sostituire lo Ju 52/3m in servizio. Dato che il programma di sviluppo rischiava di prolungarsi eccessivamente per adattare il progetto alla nuova motorizzazione si ordinò di completare i primi due esemplari nella configurazione originale dotandoli dei BMW 801 A/B, ai quali venne assegnata la designazione Ar 232 A, mentre il terzo ed un quarto che completava l'ordine di fornitura sarebbero stati completati con i BMW-Bramo 323 ai quali venne assegnata la designazione Ar 232 B. Questi ultimi, così tutti gli esemplari di produzione in serie, al fine di fornire le prestazioni desiderate utilizzarono quattro motori al posto dei due originariamente previsti dalle specifiche RLM.
I primi due prototipi, GH+GN e VD+YA, iniziarono le prove nei primi mesi del 1941. Durante il primo volo si accusò il collasso dell'elemento anteriore del carrello ma la soluzione dei carrello addizionale "millepiedi" riuscì a salvare il velivolo da sicuri danni. Venne emesso un successivo ordine per dieci esemplari di preserie ai quali venne assegnata la designazione Ar 232 A-0 in attesa delle versioni di produzione. In questa fase si apprezzò tutto il potenziale del nuovo velivolo. L'Ar 232 si rivelò possedere prestazioni superiori al Ju 52/3m in tutti i settori, riuscendo a trasportare circa il doppio del carico su lunghe distanze, operando se necessario da piste più brevi e meno preparate e ad una velocità di crociera di circa 70 km/h superiore.
Il programma di sviluppo dell'Ar 232 B si svolse parallelamente. Il passaggio alla configurazione quadrimotore incrementò la potenza complessiva disponibile dagli originali 3 200 PS (2 386 kW) dei BMW 801 ai 4 800 PS (3 580 kW) dei Bramo 323 risolvendo anche il problema della versione Ar 232 A che nel caso del malfunzionamento di uno dei motori poteva contare su una potenza appena sufficiente. Questo cambiamento impose anche l'adozione di un'ala dalla maggiore apertura di circa 3 m superiore, inoltre il maggiore peso complessivo dei motori generò lo spostamento del baricentro in avanti, che venne compensato estendendo la zona di carico posteriore di un altro metro.
Vennero ordinati due prototipi, il V3 ed il V4, il V3 portato in volo per la prima volta nel maggio 1942. Venne emesso un successivo ordine per dieci esemplari di preserie ai quali venne assegnata la designazione Ar 232 B-0 e che vennero tutti ampiamente utilizzati in condizioni operative. Tuttavia questi erano gli ordini di fornitura per i soli esemplari di sviluppo in quanto l'RLM concesse per la produzione dei modelli da trasporto una priorità molto bassa. Molti di questi esemplari vennero utilizzati dalla stessa Arado per il trasporto di componenti aeronautiche tra i loro stabilimenti e non vennero mai utilizzati dalla Luftwaffe in servizio di prima linea.
In seguito vennero pianificati dei programmi di sviluppo dalla versione originale. La prima riguardava una versione che potesse risparmiare i materiali strategici rimpiazzando le estremità alari e le superfici di controllo originariamente in duralluminio con equivalenti parti in legno. Originariamente designato Ar 232 C, il progetto subì rallentamenti tali da essere ridisegnato in  Ar 432 e quando riuscì ad essere avviato alla costruzione del prototipo, nell'ottobre 1945, il termine del conflitto decretò il termine del programma senza che ne fosse stato costruito nemmeno un esemplare.
Vennero inoltre pianificate due varianti dalle dimensioni maggiorate, designate Ar 532 ed Ar 632, equipaggiate con sei motori e che avrebbero dovuto quasi raddoppiare l'apertura alare, portandola a circa 60 m.
Due esemplari di B-0 furono catturati dalle truppe britanniche durante le fasi finali del conflitto. Al termine dei voli di prova 
affidati a Eric "Winkle" Brown, che dichiarò che i velivoli fornivano eccellenti prestazioni, essi vennero utilizzati dalla Royal Air Force per voli di collegamento tra l'Inghilterra e la Germania dopo il termine della guerra.

## Versioni

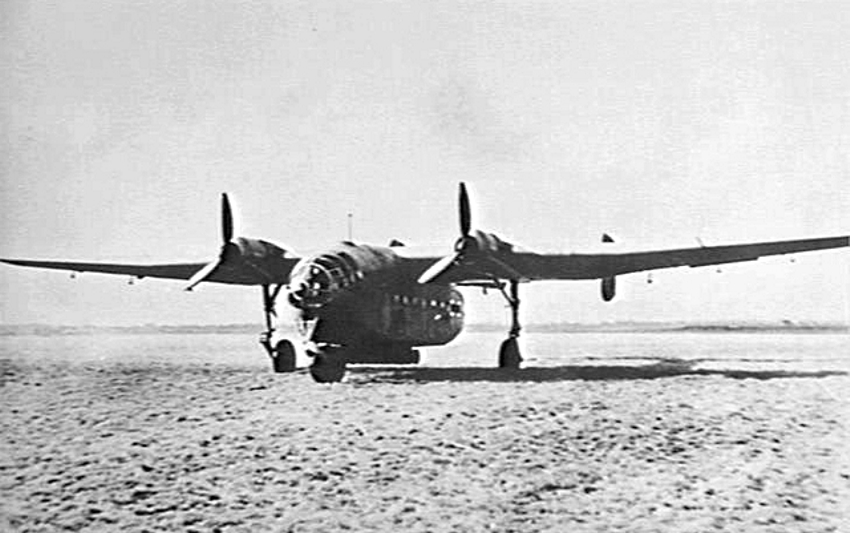
Arado Ar 232 V1 (VD+YA)

Ar 232 V1 & V2
prototipi ed esemplari da ricerca della versione Ar 232 A, equipaggiati con una coppia di motori radiali BMW 801.
Ar 232 V3 & V4
prototipi ed esemplari da ricerca della versione Ar 232 B, equipaggiati con quattro radiali BMW-Bramo 323.
Ar 232 A
versione di preproduzione destinata a test in condizioni operative, equipaggiata con una coppia di motori radiali BMW 801 e realizzata in due esemplari.
Ar 232 B
versione di produzione in serie, equipaggiata con motori radiali BMW-Bramo 323, realizzata in dieci esemplari con la designazione Ar 232 B-0.
Ar 232 C
versione ridisegnata per un più elevato utilizzo di materiali non strategici, caratterizzato dalle sezioni delle estremità alari e superfici di controllo in legno.

### Varianti
Ar 432
designazione assegnata all'Ar 232 C di produzione in serie, pianificato ma non realizzato.
Ar 532
designazione assegnata ad uno sviluppo esamotore dell'Ar 432, pianificato ma non realizzato.
Ar 632
designazione assegnata ad uno sviluppo esamotore dell'Ar 432, pianificato ma non realizzato.

## Utilizzatori
Germania
- Luftwaffe

 Regno Unito
- Royal Air Force

operò con due Ar 232 B-0 catturati dopo il termine del conflitto.